# パラーシャラ
パラーシャラ仙（Parāśara、サンスクリット語：पराशर; IAST ： Parāśara ）は、マハーバーラタの作者であり登場人物ヴィヤーサの父親。本人も登場する。
『ブリハットパラシャラホーラシャストラ』（Brihat Parashara Hora Shastra）の著者で、インド占星術のパラーシャラシステムの関係者。
彼に起因するさまざまなテキストは、パラーシャラが彼の学生の話者であることに関連して与えられている。

## ノート
1. ↑  Bhiḍe, Śrīpāda Raghunātha (1996). Wife of Sakti Maharsi. ISBN 9788185080987
2. ↑  “Rishi Parashara - Speaking Tree”. 2020年1月25日閲覧。